# Stąd do wieczności (powieść)
Stąd do wieczności (ang. From Here to Eternity) – powieść amerykańskiego pisarza Jamesa Jonesa z 1951 roku. Jest to pierwsza część cyklu Stąd do wieczności.

## Fabuła
Powieść Jonesa, portretuje amerykańską armię w przededniu ataku na Pearl Harbor, odziera ją z patosu. Jones ukazuje, że wojsko, zamiast czynić „z chłopców mężczyzn”, tworzy bezwolne automaty podporządkowane dowódcom. Język jest szorstki, dosadny, realistyczny, pojawiają się odważne sceny erotyczne, ale pomiędzy tymi fragmentami przewijają się filozoficzne rozważania postaci. Choć jest to powieść zaliczana do nurtu literatury wojennej, paradoksalnie wojna wybucha dopiero w finale książki, będącej przede wszystkim opowieścią o walce człowieka o godność.
Głównym bohaterem jest Prewitt, żołnierz, trębacz i bokser, trafiający właśnie do nowego oddziału. Prewitt oślepił niegdyś przeciwnika w starciu bokserskim, choć wcześniej obiecał matce nie czynić nikomu krzywdy – postanowił zatem, pomimo swego bokserskiego talentu, już nigdy nie walczyć. Z tej decyzji bardzo niezadowolony jest dowódca, który liczył, że dzięki Prewitowi wygra wreszcie międzykompanijne zawody bokserskie i dostanie awans. Rozpoczyna się systematyczna „obróbka”, której celem jest złamanie sprzeciwu żołnierza... Jednym z bardziej drastycznych środków będzie pobyt w obozie karnym. Jones ukazuje, że jednostki takie jak Prewitt – obdarzone poczuciem własnej godności, jasnymi zasadami moralnymi, własnym zdaniem i poczuciem odrębności – z góry skazane są w systemie wojskowym na porażkę.
W koszarach życie toczy się od wypłaty do wypłaty. Głównym zajęciem żołnierzy jest hazard i odwiedzanie pobliskiego domu publicznego. Tam też Prewitt poznaje i zakochuje się w Lorene, prostytutce. Innymi czołowymi postaciami powieści są sierżant Warden, mający romans z żoną kapitana Holmesa, Maggio, Włoch, przyjaciel Prewitta, oraz kucharz Stark.

## Ekranizacja
Powieść została zekranizowana w 1953 roku przez Freda Zinnemanna. Główne role zagrali Montgomery Clift, Burt Lancaster, Deborah Kerr i Frank Sinatra. Film otrzymał osiem Oscarów.